# Djupträsket, Uppland
Djupträsket är en våtmark, tidigare sjö i Östhammars kommun i Uppland och ingår i Tämnarån-Forsmarksåns kustområde.